# Grammaire de graphes attribuée
 (avril 2025).
 (avril 2025).
En informatique, une grammaire de graphes attribuée est une classe de grammaire de graphes qui associe aux sommets un ensemble d'attributs et réécrit avec des fonctions sur les attributs. Dans l'approche algébrique des grammaires de graphes, elles peuvent être formulées en utilisant l'approche à double somme amalgamée ou l'approche à simple somme amalgamée.

## Mise en œuvre
AGG, un langage visuel basé sur des règles qui exprime  les grammaires de graphes attribués en utilisant l'approche à simple somme amalgamée a été développé à la TU Berlin depuis de nombreuses années.